# Margarita, está linda la mar
Margarita, está linda la mar (1998) es la quinta novela del escritor nicaragüense-español Sergio Ramírez, quien desde 2023 también posee la ciudadanía colombiana y ecuatoriana. Ambientada entre la década de 1950 y principios del siglo xx, la novela incluye figuras históricas como Rubén Darío, Anastasio Somoza García, Rigoberto López Pérez y Luis H. Debayle. Este último es el padre de Margarita Debayle, a quien Darío dedicó su famoso poema A Margarita Debayle en 1908
Margarita, está linda la mar fue galardonada con el Premio Alfaguara de Novela en 1998 y el Premio de Narrativa José María Arguedas en el año 2000. Desde su publicación ha sido traducida al alemán, inglés y portugués. 

## Argumento
Ronda el año 1956 y en León, Nicaragua, el capitán Prío es propietario de un café donde tradicionalmente se reúne un grupo de veteranos conversadores. Desde el café observa la lujosa llegada del presidente Anastasio Somoza y la primera dama, Doña Salvadorita. Décadas antes, en 1907, el famoso poeta Rubén Darío, es recibido con gran entusiasmo y honores en la misma ciudad a la que retorna tras haber pasado un tiempo en Europa.
Mientras, en el primer escenario se reúnen alrededor de una mesa, se reúnen el poeta Rigoberto, Ausberto, Edwin y Segismundo con la compañía del capitán Prío. El grupo conspira y planifica el asesinato de Somoza, dictador de Nicaragua. Su plan se ejecutará durante una cena en honor al presidente y su esposa; Rigoberto es la persona designada para llevar a cabo el ataque. En el acto, Rigoberto, quien logra infiltrarse, dispara contra Somoza, dejándolo herido y sin obtener su muerte. Los guardias del dictador disparan en respuesta contra Rigoberto, quien cae acribillado, mientras el resto de conspiradores son encarcelados y torturados durante años.

## Críticas a la obra
Para el académico e investigador estadounidense Brian T. Chandler, en Margarita, está linda la mar, «el proceso de mitificación y desmitificación de las grandes figuras nacionales, tanto políticas como artísticas, destaca cómo la lucha por el legado artístico y biográfico de Rubén Darío refleja una lucha política». La obra tiene ciertos rasgos de la Nueva Novela Histórica y a diferencia de la novela histórica tradicional, esta no busca mostrar una reproducción de los hechos.

Ramírez desmitifica y repolitiza a Darío y su obra, destacando los vínculos culturales, históricos y políticos entre el poeta modernista y la lucha por la libertad bajo la dictadura de los Somoza décadas después (...). Se introduce en un pasado recreado con toques de humor, parodia, nostalgia e ironía para mezclar lo mítico con lo real, haciendo que los límites entre la historia y la ficción se borren hasta el punto en que el lector -y a veces el mismo narrador- no puede distinguir entre ellas.

Entre otras críticas, Nicasio Urbina, catedrático, escritor y crítico nicaragüense, considera que «viniendo de un país violento como Nicaragua, es difícil pensar que la obra de Sergio Ramírez Mercado pudiera verse libre violencia, libre de muertes y asesinatos, de envenenamiento y tortura, de pobreza extrema que conlleva una violencia endémica y alienante, y de múltiples y sutiles formas de violencia». Por tanto, en esta novela se identifica la muerte como «la muerte de la autoridad (...) política por un lado y la autoridad literaria por el otro».

Mientras el cadáver de Somoza chorrea excrementos por la bolsa plástica en que defeca, el cerebro de Darío es expuesto, manipulado y profanado en pos de la ciencia y la avaricia. Los múltiples paralelos y extrapolaciones que se entresacan de la novela son plurales y riquísimos en significaciones, y ponen de relieve la importancia que estas dos figuras han tenido en la historia de Nicaragua en el siglo XX.

## Reconocimientos
En 1998 la novela recibió el Premio Alfaguara de Novela, certamen que se realizaba por primera vez y que también premió al escritor cubano Eliseo Alberto por Caracol Beach. El jurado fue presidido por Carlos Fuentes, escritor mexicano, quien en su texto Sergio Ramírez: El derecho a la ficción describe a Ramírez como “un reconocido maestro del absurdo cómico derivado del incidente variable, la pequeña nota roja (fuente al cabo de Madame Bovary, Rojo y negro y Demonios) en Castigo divino, o de la farsa histórica (la conjunción de Rubén Darío y los Somoza en Margarita, está linda la mar)”. En el año 2000 fue galardonada con el Premio de Narrativa José María Arguedas, otorgado por la Casa de las Américas, con sede en Cuba. Sobre la premiación del Premio Alfaguara de Novela, el autor describe la llamada con la que recibió la noticia:

Era el viernes 20 de febrero de 1998. Carlos Fuentes empezó por preguntarme qué horas eran en Managua, y tampoco es que me estuviera llamando por teléfono para comparar los husos horarios entre Madrid y Managua. Mi novela había ganado junto a Caracol Beach, del cubano Eliseo Alberto (Lichi), el Premio Alfaguara de novela convocado por primera vez. Un premio doble, no dividido. Solo que, me dijo Fuentes, el jurado recomendaba cambiar el nombre de la mía por el de Margarita, está linda la mar, o lo recomendaba él, o Juan Cruz, que estaba en el jurado con voz pero sin voto junto con Sealtiel Alatriste. Yo la había titulado Fin de fiesta. Y acepté allí mismo sin pensarlo dos veces. No estaba para dobles pensamientos.